# Unió Esportiva Figueres
La Unió Esportiva Figueres és un club de futbol de la ciutat de Figueres, a l'Alt Empordà. Actualment, juga a Primera catalana.

## Història

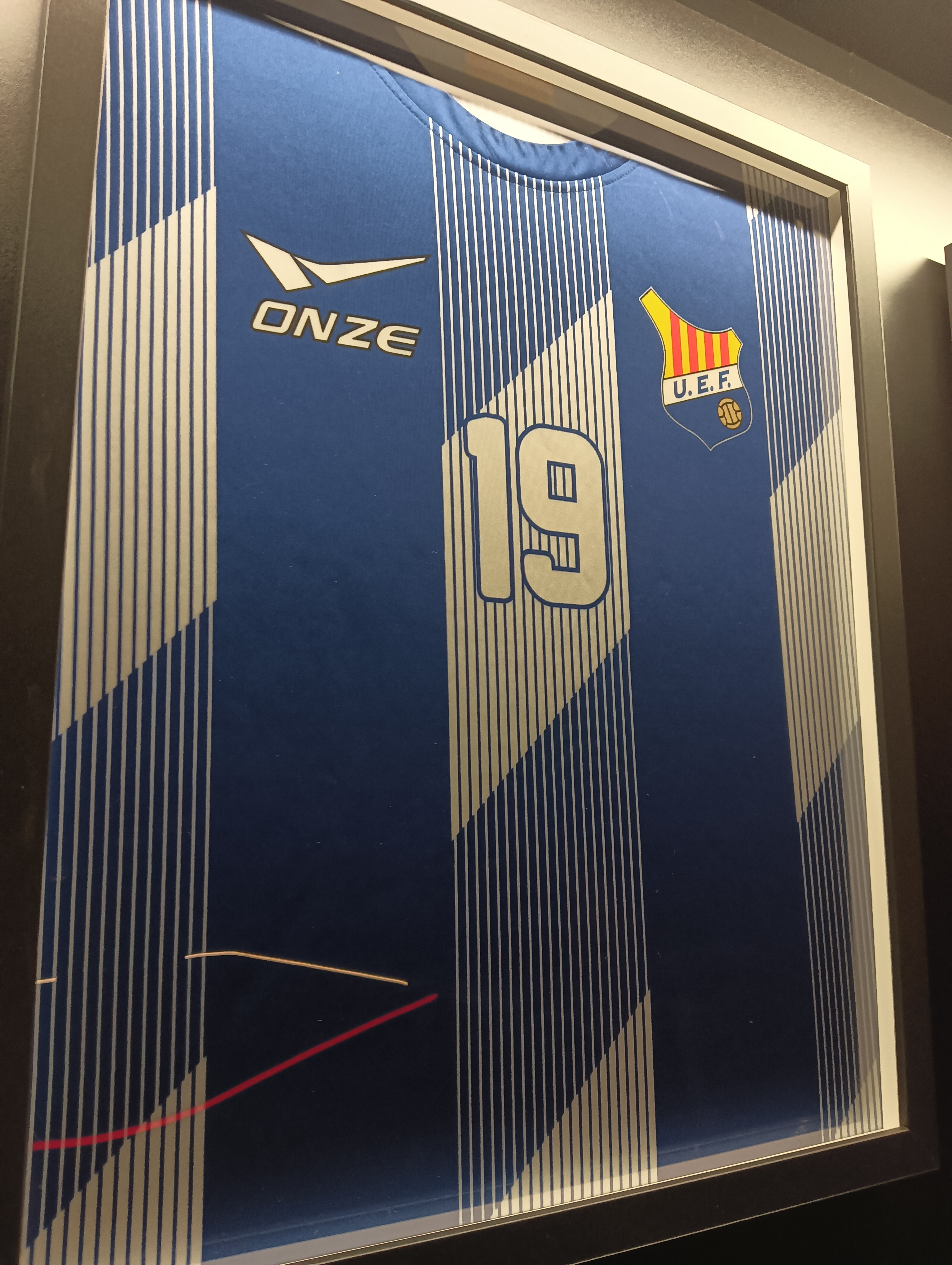
Samareta UE Figueres.

Fundat el 1919 arran de la unió de les societats esportives Sport Club Català (secció del Casino Menestral) i Joventud Sportiva i Artística (secció del Casino Sport Figuerenc), Bernard Palmer en presidí la primera junta directiva. El primer camp on jugà fou el de l'horta de l'Institut. El 1924 llogà el camp de l'antic velòdrom, el més gran de la província, i el 1931 es traslladà al camp municipal d'Esports, on jugà fins al 1950.
Durant els anys vint i trenta l'equip participà en el campionat regional, equivalent a la tercera categoria del Campionat de Catalunya. Després de la Guerra Civil, ascendí per primer cop a Tercera divisió espanyola l'any 1943, encara que només hi romangué una temporada.
L'any 1950 passà a jugar al camp municipal del Far i en l'edició de 1955-56 aconseguí pujar de nou a Tercera, i aquesta vegada s'hi mantingué set temporades (1956-63). La temporada 1959-60 es proclamà campió de grup i disputà la promoció d'ascens a Segona divisió.
Després d'un altre període a Tercera (1965-70), l'equip alternà aquesta categoria amb la preferent territorial fins que en l'edició de 1982-83 ascendí a Segona Divisió B. Tres temporades més tard (1985-86), es proclamà campió i assolí la Segona divisió A per primer cop. Emili Bach n'ocupava la presidència i José Manuel Esnal Mané era l'entrenador d'un equip en què destacaven jugadors com Pere Gratacòs, Pitu Duran o Paco Martínez.
Aquest èxit fou seguit de la inauguració de l'estadi municipal de Vilatenim —on continua jugant—, en un partit contra el Futbol Club Barcelona (25 d'agost de 1986).
Romangué set temporades a la categoria d'argent, i la seva millor classificació fou el tercer lloc la temporada 1991-92. Aleshores disputà la promoció d'ascens a Primera divisió en què perdé amb el Cadis. Aquell equip, l'entrenava Jorge d'Alessandro, i hi havia jugadors com Toni Jiménez, Gratacòs, Tito Vilanova, Tintín Márquez o Tab Ramos. La temporada següent el tècnic argentí deixà el club i també alguns dels jugadors clau. De resultes d'això es produí el descens a Segona B, on jugà fins a la temporada 2006-07.
Al juny del 2007, Enric Flix, president i màxim accionista de l'entitat, per raons econòmiques traslladà la seu a Castelldefels i en canvià el nom pel d'Unió Esportiva Miapuesta Figueres. Significava pràcticament la desaparició de vuitanta-vuit anys d'història i que Figueres es quedés sense futbol.
Aleshores, una agrupació de petits accionistes refundà el club amb el nom d'Unió Esportiva Figueres i aconseguí que Flix els cedís els drets d'antiguitat per poder conservar el 1919 com la data de fundació. L'equip, tanmateix, hagué de començar a Tercera territorial en la temporada 2007-08 i anà escalant categories fins que quedà campió de Primera catalana (2011-12) i tornà a Tercera divisió.

## Símbols

### Indumentària
PRIMERA EQUIPACIÓ
| 1922 | 1935 | 1943 | 1957 | 1966 | 1978 |  |
| 1989 | 1993 | 2003 | 2012 | 2014 | 2018 |  |
| 2020 |      |      |      |      |      |  |

SEGONA EQUIPACIÓ
| 2006-2007 | 2011-2013 | 2011-2013 | 2014-2018 | 2018-19 | 2019-22 | 2022-23 | 2024/2025 |

### Himne
L'himne de la Unió Esportiva Figueres va ser enregistrat, en la seva versió cantada, el 1978, amb la música del compositor Josep Maria Surrell Alabert i la lletra de Narcís Pijoan:
| « | Unió, Unió, Unió! Ja ressona l'ovació, el Figueres ha fet gol, el nostre és un club de pilotes quan juga a futbol. Tots cantem victòria, endavant jugadors! La tramuntana ens arrauxa i ens omple els cors. Visca la Unió! Quan surt al camp, s'escolta aquest clam. Visca la Unió! Tothom ho diu, amb molta passió. Visca la Unió! Petits i grans es van aixecant. Visca la Unió! Que és el millor, ja criden tots amb emoció. Unió, Unió, Unió! Tenim un club de primera ferm i gran batallador, el nostre Empordà et proclama el nou rei del futbol. Figueres Unió Esportiva, un equip gloriós, les teves victòries sacsegen tots els marcadors. Visca la Unió! Quan surt al camp, s'escolta aquest clam. Visca la Unió! Tothom ho diu, amb molta passió. Visca la Unió! Petits i grans es van aixecant. Visca la Unió! Que és el millor, ja criden tots amb emoció. | » |

## Estadi
El Municipal de Vilatenim és l'estadi on l'equip de la Unió Esportiva Figueres disputa els seus partits de futbol. Està ubicat a l'eixida est de la ciutat de Figueres, al barri de Vilatenim.
Es va inaugurar oficialment el 25 d'agost de 1986 amb un partit contra el Futbol Club Barcelona.
Des de la temporada 2009-2010 la superfície és de gespa artificial. Té unes dimensions de 105x70 m i una capacitat de 9.472 espectadors.
El Municipal de Vilatenim és el cinquè terreny de joc que ha trepitjat la Unió com a local, després de l'Horta de l'Institut, l'Horta d'en Macau, el Camp de les Monges i el camp del Far.

## Futbol base
Actualment, la Unió compta amb equips juvenils, cadets, infantils i alevins en diferents categories del futbol base.
Des de 1996 a 2008 era la Fundació Esportiva Figueres qui gestionava el futbol base del club.
Però el 2007, amb la Unió Esportiva Figueres havent-se de refundar i començar de zero, i sent la FEF, en aquell any jugant a Primera Catalana, el màxim representant del futbol a la ciutat, va provocar la intervenció de l'alcalde de la ciutat, Santi Vila, per a intervenir una col·laboració entre ambdues entitats, precipitant la dissolució de la FEF en acabar-se la temporada 2007-2008 per decisió dels socis.
Com a resultat, la Fundació va cedir a la Unió els seus deu equips de futbol base (d'alevins a juvenils) i només li va quedar la gestió de la seva escola per a nens de cinc a deu anys (fins a benjamins).

## Temporades
Fins a l'any 2023, el club ha militat 7 temporades a Segona Divisió, 17 a Segona Divisó B i 29 a Tercera Divisió.
| - 1943-44: 3a Divisió 10è - 1956-57: 3a Divisió 16è - 1957-58: 3a Divisió 6è - 1958-59: 3a Divisió 5è - 1959-60: 3a Divisió 1r - 1960-61: 3a Divisió 7è - 1961-62: 3a Divisió 3r - 1962-63: 3a Divisió 12è - 1965-66: 3a Divisió 14è - 1966-67: 3a Divisió 10è - 1967-68: 3a Divisió 10è - 1968-69: 3a Divisió 17è - 1969-70: 3a Divisió 9è - 1977-78: 3a Divisió 2n - 1978-79: 3a Divisió 8è | - 1979-80: 3a Divisió 3r - 1980-81: 3a Divisió 2n - 1981-82: 3a Divisió 3r - 1982-83: 3a Divisió 2n - 1983-84: 2a Divisió B 4t - 1984-85: 2a Divisió B 5è - 1985-86: 2a Divisió B 1r - 1986-87: 2a Divisió 10è - 1987-88: 2a Divisió 7è - 1988-89: 2a Divisió 9è - 1989-90: 2a Divisió 15è - 1990-91: 2a Divisió 7è - 1991-92: 2a Divisió 3r - 1992-93: 2a Divisió 17è - 1993-94: 2a Divisió B 4t | - 1994-95: 2a Divisió B 9è - 1995-96: 2a Divisió B 3r - 1996-97: 2a Divisió B 4t - 1997-98: 2a Divisió B 7è - 1998-99: 2a Divisió B 8è - 1999-00: 2a Divisió B 6è - 2000-01: 2a Divisió B 8è - 2001-02: 2a Divisió B 13è - 2002-03: 2a Divisió B 16è - 2003-04: 2a Divisió B 13è - 2004-05: 2a Divisió B 8è - 2005-06: 2a Divisió B 14è - 2006-07: 2a Divisió B 12è - 2012-13: 3a Divisió 5è - 2013-14: 3a Divisió 11è | - 2014-15: 3a Divisió 6è - 2015-16: 3a Divisió 9è - 2016-17: 3a Divisió 9è - 2017-18: 3a Divisió 10è - 2018-19: 3a Divisió 12è - 2019-20: 3a Divisió 14è - 2020-21: 3a Divisió 9è / 4t - 2021-22: 3a Divisió RFEF 15è |

## Palmarès
- 1 campionat amateur de Catalunya: 1929-1930[23]
- 1 campionat de Tercera Categoria Catalana: 1932-1933[24]
- 2 campionats de Segona Regional: 1940-1941,[25] 1946-1947[26]
- 1 campionat de Tercera Divisió: 1959-60[27]
- 1 campionat de Segona Divisió B: 1985-86[28]
- 1 campionat de Tercera Territorial: 2007-2008[29]
- 1 campionat de Segona Territorial: 2008-2009[30]
- 1 campionat de Primera Territorial: 2009-2010[31]
- 1 campionat de Primera Catalana: 2011-2012[32]

No oficials
- 1 Trofeu Moscardó: 1969[33]
- 2 Torneigs Nostra Catalunya: 1982, 1984[34]
- 3 Torneigs Costa Brava: 1986, 1989, 2000[35]
- 3 Torneigs Gaspar Matas: 1999,[36] 2005,[37] 2006[38]
- 17 Torneigs de l'Estany: 1977, 1979, 1980, 1981, 1985, 1986, 1987, 1992, 1994, 1995, 1996, 1998, 2002, 2003, 2012, 2020, 2023[39]

## Jugadors destacats
Categoria principal: Futbolistes de la UE Figueres
Nota: aquesta llista inclou jugadors que han jugat amb l'equip almenys 70 partits de lliga i/o han aconseguit l'estatus internacional.
| - Marc Pujol - Justo Ruiz - Jon Cuyami - Lobo Carrasco - Luis Cembranos - Martín Domínguez - Pere Gratacós | - Toni Jiménez - Tintín Márquez - Albert Serra - Tito Vilanova - Tab Ramos - Peter Vermes - José Herrera |

## Entrenadors destacats
Categoria principal: Entrenadors de la UE Figueres